# 2016年达沃市爆炸
2016年9月2日，菲律宾南部达沃市的一处夜市发生爆炸，造成14人死亡、70人受傷。
伊斯兰激进组织阿布沙耶夫宣称对爆炸袭击负责，但后来又否认，声称他们的盟友Daulat Ul-Islamiya对袭击负责，并对该组织表示同情。心怀不满的摊贩也被认为有可能是肇事者。

## 背景
2016年8月22日，强盗团伙阿布沙耶夫在受害者家属没有交赎金的情况下，将一名18岁男孩斩首。8月28日，总统罗德里戈·杜特尔特下令菲律宾武装部队歼灭阿布沙耶夫。当时，已有8000至9000名政府军在阿布沙耶夫的大本营蘇祿島集结，并歼灭了约30名阿布沙耶夫成员，因阿布沙耶夫损失惨重，菲律宾军方之前就预测了可能会发生爆炸袭击。
达沃市副市长，菲律宾总统杜特尔特的儿子保罗·杜特尔特在袭击发生前两天曾收到过将会炸弹袭击三投斯將軍市或达沃市的威胁。杜特尔特选择对公众不公开炸弹袭击威胁，因为凶徒威胁他不要公开。
达沃市市长，菲律宾总统杜特尔特的女儿萨拉·杜特尔特曾下令关闭一个很有人气的夜市，原因是“许多的违章和投诉。”然而，政府在与摊贩召开会议，并要求所有摊贩遵守的严格规章后，8月13日夜市重新开放。

## 袭击
菲律賓標準時間22:17左右，达沃市中央商务区罗哈斯大道上的一处夜市发生爆炸，距离雅典耀大学主校区约100米。袭击发生后不久，达沃市副市长保罗·杜特尔特发表了一个声明，向外界报告已确认的伤亡人数。他还说，现在说是谁制造了爆炸仍为时尚早，并向公众保证当局首要解决爆炸案。
菲律宾总统杜特尔特随后表示，菲律宾共和国的军警有能力进行且正在进行正确的调查，不需要其他国家插手，杜特尔特声称：“有犯罪事件發生、謀殺，我們將會進行相應的調查。我們將會調查，我們能夠破案的。”杜特尔特还声称他在袭击前还提醒当地民众阿布沙耶夫武装有可能报复最近菲律宾政府在苏禄发起的主要攻势。
在袭击发生后当晚召开的第11地区警察局指挥会议上，菲律賓國家警察局长罗纳德·德拉罗萨证实达沃爆炸是恐怖袭击，还说袭击者使用的是简易爆炸装置。

## 犯罪嫌疑人
伊斯兰激进组织阿布沙耶夫通过其发言人，声称对爆炸袭击负责，并呼吁该国的圣战者团结起来，抵抗菲律宾武装部队。该组织随后否认这一报道，声称他们的盟友Daulat Ul-Islamiya该对爆炸负责，阿布沙耶夫对Daulat Ul-Islamiya的行为表示同情。阿布沙耶夫的发言人表示，袭击不会停止，除非杜特尔特将圣训作为国家法律，而他本人皈依伊斯兰教。
南部棉兰老岛警察局长，总警司Manuel Gaerlan说，当局正在调查“不满摊贩”制造爆炸的可能性。当局也在调查其他可能肇事的组织。Gaerlan指出，任何组织都可能通过声称对爆炸负责而提高自身声望。
达沃市政府悬赏300万比索逮捕肇事者。200万比索将给予提供爆炸嫌疑人行踪信息的人，另外100万比索将给予抓获犯罪嫌疑人并转交给执法机构的人。

### 个人
菲律宾国家警察的调查指出，相似的简易爆炸装置也曾用于阿普杜勒·马纳普·孟唐（Abdul Manap Mentang）实施的2005年情人节夜市爆炸案。就如2005年爆炸案，2016年爆炸案中使用的简易爆炸装置是一枚迫击炮弹，并配备了遥控雷管。这一发现引起了警方怀疑孟唐可能直接参与了2016年爆炸案。
截止9月5日，菲律宾国家警察基于证人证词确定了三名与爆炸有关联的“利害关系人”。三人中的一人是一名四十多岁的男子，他被看见离开时在按摩床下留下了一个包裹，另外两个利害关系人是女性。

## 反应

### 国内

#### 政府
袭击发生后，菲律宾国家警察宣布全国警察部队实施全面戒备，达沃市警察局还设立了热线电话，专门用于接待受害者家属。
总统罗德里戈·杜特尔特宣布菲律宾进入“违法暴力事件的紧急状态”，整个达沃市被封锁。根据该声明，菲律宾武装部队被授予开展通常由菲律宾国家警察进行的执法行动的权力，但不像戒严，人身保护令不会暂停。虽然没有设施全国性的宵禁，但居民被建议待在室内，警察和军人设立检查站，搜查车辆和房屋。杜特尔特也取消原定于9月4日至5日对文莱的访问。
非国家党派
2016年9月4日，菲律宾共产党指责是美国发动的炸弹袭击。在一份声明中，菲律宾共产党南部棉兰老岛地区党委齐格弗里德声称，华盛顿计划利用爆炸破坏共产党与杜特尔特政府之间的和平谈判。该共产组织指责中央情报局与批评和平谈判的菲律宾武装部队极右派团体和毒枭有合作。

### 国际

#### 国家
美国通过美国国家安全委员会表示愿意与菲律宾当局就事件展开调查，并向爆炸受害者的亲属表示哀悼。澳大利亚、文莱、柬埔寨、中国、法国、印度尼西亚、日本、马来西亚、新加坡、韩国、西班牙和越南也表达了他们的哀悼，并谴责袭击。同样，以色列通过其在菲使馆表达对受害者的慰问，并希望伤员早日康复。
加拿大、中国、新加坡、台湾、英国和美国政府向其公民发出旅游警告，澳大利亚重申其在该地区的旅行警告。
其他
人权组织大赦国际承认这是悲剧，并向遇难者表示哀悼。
Facebook在爆炸后数小时启动了报平安功能。

## 其他爆炸
星期六在北哥打巴托省和南哥打巴托省分别发生了两起独立的爆炸袭击。